# Límite salarial de la NBA
El límite salarial de la NBA es la cantidad total de dinero que una franquicia de la Asociación de Baloncesto de Estados Unidos NBA puede gastar para pagar a sus jugadores. Aunque en concepto parece simple, el límite salarial es en realidad extremadamente complejo, conteniendo reglamentaciones poco claras y resquicios que fácilmente son aprovechados por los equipos.
La cantidad que se destina a los sueldos de los jugadores varía cada temporada, y se calcula dependiendo de lo sucedido en la temporada anterior. Por ejemplo, en la temporada 2006-07, el límite salarial era de aproximadamente 53,13 millones de dólares, mientras que el de 2007-08 fue de 55,63 millones. Como en otras ligas profesionales en los Estados Unidos, la NBA tiene este límite para evitar que los equipos con grandes excedentes de beneficios se puedan hacer con todos los mejores jugadores disponibles, facilitando de esa manera que se mantenga una igualdad dentro de un orden.

## Historia
El origen del límite salarial en la NBA se remonta a mediados de los años 40, en los comienzos de la competición, pero fue abolida tras una temporada en vigencia. No fue hasta la temporada 1984-85 cuando se retomó esta práctica, con el fin de equilibrar las plantillas en lo posible para conseguir una liga más competitiva. Antes de instaurarse la norma, los equipos podían gastarse lo que quisieran en las fichas de sus jugadores. Sin embargo, a partir de ese año, la cifra total de sus nóminas no podía exceder de 3,6 millones de dólares. La media de la nómina de cada jugador rondaba los 330.000 dólares.

## Límitessuavesfrente a límitesduros
A diferencia de otras ligas profesionales, como la NFL de fútbol americano o la NHL de hockey sobre hielo, el límite salarial de la NBA es de los considerados suaves ("soft cap"), ya que permite diversas excepciones a la norma, con objeto de que los equipos puedan mantener a sus jugadores "franquicia", queridos por sus aficionados, y que de otra manera se verían sometidos a las normas del mercado. Esto no ocurre en las otras ligas antes mencionadas, cuyo concepto es el de un límite duro ("hard cap"), donde no hay excepciones o estas son muy pocas.

## Convenio de Negociación Colectiva
El Convenio de Negociación Colectiva (en inglés: Collective Bargaining Agreement o simplemente CBA) es el contrato suscrito entre la NBA (el comisionado y los dueños de las 30 franquicias actuales) y el Sindicato de Jugadores de la NBA. En junio de 2005 expiró el convenio que permanecía vigente desde 1999, lo que significó que ambos colectivos tuvieran que volver a reunirse para acordar un nuevo convenio. La experiencia negativa de la huelga de jugadores de la NHL en 2005 hizo que las negociaciones fueran por buen camino desde un primer momento, y se llegase a un acuerdo que tiene vigencia hasta 2011, que puede ser extensible una temporada más si ambas partes lo acuerdan. En caso contrario, deberán reunirse para una nueva negociación el 15 de diciembre de 2010.
Ha habido pocos cambios en los términos de las dos últimas negociaciones. La más significativa es la que se refiere al acuerdo del salario mínimo de los jugadores, acordado sin variaciones a cambio de recibir un porcentaje de los beneficios de las franquicias. Además, el máximo salarial por jugador ha disminuido levemente en comparación con el de 1999.

## Excepciones
Debido a que el límite salarial de la NBA está considerado como suave, el CBA permite diversas excepciones en las cuales los equipos pueden firmar a jugadores aunque sobrepasen el límite establecido. Son las siguientes:

### Excepción "de Nivel Medio"
A un equipo se le permite firmar con un jugador un contrato equivalente a la media salarial de la liga profesional, incluso si se sobrepasa el límite establecido. A esto se le conoce como la "excepción de nivel medio" (Mid-Level Exception).
Ejemplo de lo anterior es la contratación por parte de Detroit Pistons del alero Antonio McDyess al término de la temporada 2003-2004.

### Excepción bienal

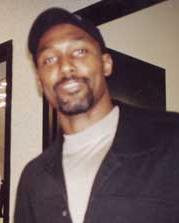
Karl Malone se acogió a la excepción bienal.

La excepción bienal puede ser usada para fichar a cualquier agente libre con un contrato cuyo mínimo era de 1.672.000 dólares anuales en 2005-2006, pero no podía hacerse durante dos años consecutivos. Al igual que la excepción de nivel medio, ésta podía usarse para firmar con jugadores por más de dos temporadas, siempre que el incremento salarial no superara el 8% anual. Esta excepción fue conocida como la del "millón de dólares", en 1999, aunque la cifra fue variando año a año.
Un ejemplo de equipo que se acogió a dicha excepción fue Los Angeles Lakers cuando firmaron con Karl Malone un contrato antes del comienzo de la temporada 2003-04.

#### Tabla del CBA de 2005 para excepción bienal
En esta tabla se muestran los límites desde 2005 a 2012:
| Temporada | Límite salarial (en USD) |
| --------- | ------------------------ |
| 2005-06   | 1.670.000                |
| 2006-07   | 1.750.000                |
| 2007-08   | 1.830.000                |
| 2008-09   | 1.910.000                |
| 2009-10   | 1.990.000                |
| 2010-11   | 2.080.000                |
| 2011-12   | 2.180.000                |

### Excepción Larry Bird

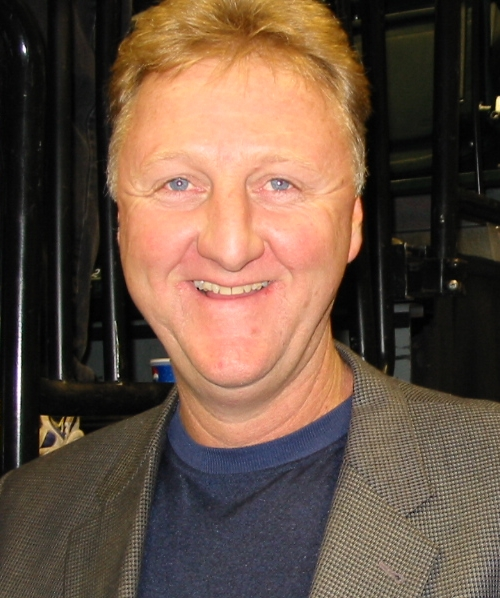
Larry Bird, el primer jugador en acogerse a esta excepción.

Quizás la más conocida excepción es la denominada "excepción de Larry Bird", llamada así por ser el equipo del mítico jugador, los Boston Celtics, los primeros en acogerse a la misma. Esta excepción permite renovar un contrato a un jugador en condición de agente libre, a pesar de sobrepasar el límite salarial, siempre y cuando el jugador haya permanecido al menos tres años en situación de negociar con su club sin haber sido despedido ni cambiar de equipo. Esto implica obtener los denominados "derechos de Bird". Si el jugador es traspasado, sus derechos son traspasados con él, haciéndose cargo la nueva franquicia. Este tipo de contratos puede tener una duración de 6 años.

### ExcepciónEarly Bird
Ésta es un tipo menor de la excepción Larry Bird. Se denomina "early Bird", que se podría traducir por "excepción Larry Bird antes de tiempo", y consiste en que jugadores con dos años de antigüedad como agentes libres en un equipo (en lugar de tres) puedan acogerse a una renovación que implicaría una remuneración del 175% de su salario en la temporada anterior, o la media salarial de la NBA, en caso de ser mayor esta última cantidad. Este tipo de contratos deben  durar entre dos y cinco años.

### ExcepciónNon-Bird
Los agentes libres que optan a esta excepción son los denominados "agentes libres no calificados" en el CBA, lo que significa que no pueden acogerse a ninguna de las dos excepciones anteriores. Con esta excepción, pueden acogerse a cobrar un 120% de su salario del año anterior, o al 120% de la media salarial, si ésta es mayor. Los contratos firmados con esta excepción no pueden sobrepasar los seis años.

### Otras excepciones
- Excepción del salario mínimo: Los equipos pueden firmar con jugadores por el salario mínimo aunque sobrepasen el límite salarial con dicha contratación, con una duración máxima de dos años. Esta excepción solamente es válida para las contrataciones por medio de un traspaso.
- Excepción del jugador traspasado: Si un equipo traspasa a un jugador a cambio de otro con un mayor salario, perciben lo que se denomina una "excepción del jugador traspasado". Esta excepción se aplica sobre todo cuando son los derechos de una elección futura del draft los que se traspasan. Se usa asimismo para compensar a los equipos que no pueden renovar a sus agentes libres y que optan por una de estas elecciones para usar en un futuro.
- Excepción del jugador incapacitado: Permite a los equipos, en caso de una lesión grave de uno de sus jugadores a lo largo de la temporada, reemplazarlo por otro siempre y cuando su salario no sobrepase el 50% del salario del jugador lesionado, o la media salarial, en caso de ser menor. Esta excepción requiere la verificación por parte de los servicios médicos de la NBA.[7]

## Tipos de agentes libres
Hay dos tipos de agentes libres dentro del Convenio Colectivo de la NBA: limitados o con restricciones, e ilimitados o sin restricciones. Un agente libre ilimitado es aquel que puede firmar por cualquier equipo sin ningún tipo de condición, mientras que un agente limitado está sujeto al derecho de tanteo de su equipo actual, lo que significa que, si bien puede firmar por cualquier equipo, su club actual se reserva el derecho de igualar la oferta y mantenerlo en plantilla. Los clubes pueden ofertar al jugador un contrato de al menos dos años de duración, mientras el club de origen tiene 15 días para igualar la oferta o dejarlo marchar.
En el caso de ser un jugador de primera ronda del draft el implicado en la operación, el ser agente libre limitado solamente se puede dar cuando se ejerce esta opción en su cuarto año, siempre y cuando se respete la escala salarial de los rookies. Para cualquier otro caso, el jugador debe tener una antigüedad no superior a tres años, y el equipo que lo quiera debe hacer una oferta que al menos sea del 125% de su salario en la temporada anterior, o el salario mínimo de los jugadores más 150.000 dólares, cuando esta cantidad supere a la anterior.
En marzo de 2008 existían más de 70 jugadores en situación de agentes libres.

## Escala del salario de losrookies
Las elecciones en la primera ronda del draft tienen un salario asignado dependiendo de su posición en dicha lotería. La primera elección recibe más dinero que la segunda, la segunda más que la tercera, y así, sucesivamente. Cada contrato es por dos años, con una opción por una tercera o cuarta temporada. Esta fue la escala del 2005:

### Tabla de la escala salarial de 2005 a 2012
Tabla con los salarios que se deben aplicar a los rookies:
| Temporada | Salario 1.er año | Salario 2.º año | Opción del 3.er año | Opción del 4.º año (% de incremento sobre el 3º) | Oferta cualificada (% de incremento sobre el 4º) |
| --------- | ---------------- | --------------- | ------------------- | ------------------------------------------------ | ------------------------------------------------ |
| 2005-06   | $3.617.100       | $3.888.300      | $4.159.600          | 26,1%                                            | 30.0%                                            |
| 2006-07   | $3.751.000       | $4.032.400      | $4.313.700          | 26,1%                                            | 30.0%                                            |
| 2007-08   | $3.885.000       | $4.176.400      | $4.467.700          | 26,1%                                            | 30.0%                                            |
| 2008-09   | $4.019.000       | $4.320.400      | $4.621.800          | 26,1%                                            | 30.0%                                            |
| 2009-10   | $4.152.900       | $4.464.400      | $4.775.900          | 26,1%                                            | 30.0%                                            |
| 2010-11   | $4.286.900       | $4.608.400      | $4.929.900          | 26,1%                                            | 30.0%                                            |
| 2011-12   | $4.420.900       | $4.752.400      | $5.084.000          | 26,1%                                            | 30.0%                                            |

## Acuerdos de firma y traspaso
Cuando un equipo está dispuesto a contratar a un agente libre, y el equipo del que procede quiere algo a cambio, ya sea dinero o jugadores, lo más conveniente para ambos clubes es la ejecución de un acuerdo de firma-traspaso. Esto ocurre cuando un equipo firma a uno de sus agentes libres e inmediatamente lo traspasa a otro equipo. Este tipo de acuerdos son beneficiosos tanto para los clubes implicados como para el jugador, ya que éste recibe un mejor contrato que el que inicialmente podría obtener, el club que vende recibe algo a cambio y el que compra obtiene el jugador deseado.
A diferencia de otros convenios como el de béisbol, donde los equipos que pierden a sus agentes libres son compensados con futuras elecciones en el draft o dinero, en la NBA los equipos que pierden a sus agentes libres no reciben compensación alguna.

## Impuesto de lujo

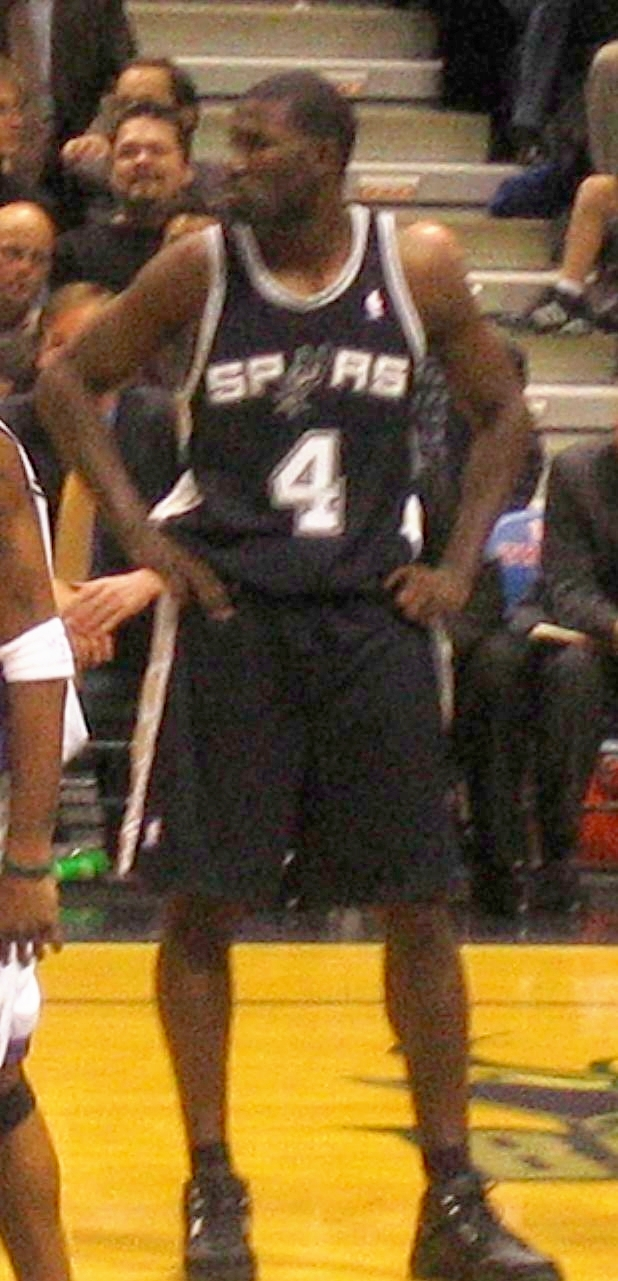
Michael Finley, uno de los últimos afectados de la "Regla Allan Houston".

Si bien el límite suave permite a los equipos sobrepasar el límite salarial indefinidamente al renovar los contratos de sus propios jugadores usando la familia de excepciones de Larry Bird, esto conlleva consecuencias al exceder el límite de largo, en forma de un impuesto de lujo. Este impuesto se calcula con una complicada fórmula, que obliga a los equipos a pagar un dólar a la liga por cada dólar que se exceda del límite establecido.
A pesar de que la mayoría de los equipos excede de alguna manera el límite salarial, solamente unos pocos pagan este impuesto de lujo. En la temporada 2005-06, el umbral de la tasa estaba situado en los 61,7 millones de dólares. El total de las nóminas de los Knicks se elevó a 124 millones, sobrepasando en 74,5 el límite salarial y en 37,2 el límite del impuesto, por lo que debió aportar esa cantidad a la liga. Este dinero se suele revertir en los equipos que no han sobrepasado el límite, por lo que es un incentivo más para que los propietarios se lo piensen dos veces antes de subir las nóminas.
En el verano de 2005, el nuevo convenio incluyó una cláusula de amnistía: cada equipo podía renunciar a un único jugador sobrepasando el límite del impuesto. Sin embargo, esta norma solamente afectó a los equipos que ya sobrepasaban el límite. El equipo debía seguir pagando al jugador, pero no le afectaría el impuesto de lujo. Esta norma se denominó la "Regla Allan Houston", ya que fue el jugador de los Knicks el primero en acogerse a esta cláusula, aunque finalmente el equipo neoyorquino lo mantuvo en sus filas, renunciando a Jerome Williams. Otros jugadores que se han visto afectados por esta norma han sido Michael Finley, Brian Grant y Derek Anderson.

### Equipos implicados en el impuesto de lujo desde 2005
| Temporada | Nivel del impuesto | Equipos pagadores (cantidad en millones de dólares USA)                                   |
| --------- | ------------------ | ----------------------------------------------------------------------------------------- |
| 2005-06   | $61.7 millones     | Knicks ($37.2), Mavs ($17.3), Magic ($7.8), Pacers ($4.7), Grizzlies ($3.7), Spurs ($0.9) |
| 2006-07   | $65.42 millones    | Knicks ($45.1), Mavs ($7.2), Nuggets ($2.0), T-Wolves ($1.0), Spurs ($0.2)                |
| 2007-08   | $67.865 millones   |                                                                                           |
| 2008-09   | $71.15 millones    |                                                                                           |

## Fideicomiso
El dinero procedente de la recaudación del impuesto de lujo se distribuye por un sistema de fideicomiso, según lo acordado en el CBA. El dinero es depositado en una cuenta de la liga para ser repartido posteriormente, o para ser utilizado según los intereses de la liga. Por ejemplo, en 2007 la NBA usó 20,7 millones del fideicomiso como aportación extra a los ingresos.
La liga puede utilizar este dinero para diferentes propósitos, los cuales pueden incluir la promoción de la misma, inversiones en nuevas iniciativas, o simplemente revertir este dinero a los equipos que no superen el impuesto de lujo.

## Historial del límite salarial en la NBA
Límite salarial de la NBA y media de salario por jugador desde su introducción en 1984.
| Límite salarial | Límite salarial (tasa de inflación a mayo de 2016) |